# Dimetiltriptamina
A dimetiltriptamina (DMT, N, N-DMT) é uma substância psicodélica pertencente ao grupo das triptaminas, semelhante à serotonina e à melatonina, todos os três sendo derivados do aminoácido triptofano. Após a enzima triptofano hidroxilase transformar o triptofano em triptamina, uma nova hidroxilação a transforma em serotonina. A serotonina, por sua vez, pode ser metilada para se tornar melatonina. Se, no entanto, a triptamina for dimetilada diretamente, o composto resultante é a dimetiltriptamina.
É encontrada in natura em vários gêneros de plantas (Acacia, Mimosa, Anadenanthera, Chrysanthemum, Psychotria, Desmanthus, Pilocarpus, Virola, Prestonia, Diplopterys, Arundo, Phalaris, dentre outros), em alguns animais (Bufo alvarius possui 5-Meo-DMT, um alcalóide bastante parecido em estrutura e em propriedades químicas) e também produzida pelo corpo humano.
É o princípio ativo da mistura do ayahuasca, utilizado nos rituais do Santo Daime e do vinho de Jurema e é bem conhecida por povos indígenas brasileiros e da América do Sul em geral. Sua propriedade psicodélica tem efeito curto e intenso quando fumada em forma de base livre. Na mistura do ayahuasca e talvez de algumas formas de preparação da jurema, onde a concentração do elemento ativo é menor que na forma de extrato de DMT, onde seu efeito é menos intenso e mais duradouro, e torna-se ativo oralmente por conta de um IMAO (inibidor da monoaminoxidase) que também pode ser encontrado in natura em diversas plantas (Banisteriopsis caapi, Peganum harmala).

## No corpo humano
O DMT é sintetizado pelo corpo humano. Não existem ainda respostas conclusivas sobre as funções deste DMT interno, tão pouco sobre o órgão responsável por esta produção - função especuladamente dada à epífise neural, conhecida como glândula pineal, mas há, no meio científico, uma série de apontamentos e teorias. Sabe-se que as quantidades de DMT produzidas no cérebro são reguladas pela MAO (monoaminoxidase) e este processo é coadjuvante nos estados alterados de percepção e consciência criados pelo consumo (oral, intravenal ou por vias aéreas) de DMT externo.
As moléculas de DMT são similares às moléculas da Serotonina e se encaixam nos mesmos receptores do cérebro, em especial 5HT1A, 2A E 2C.
Muito se tem falado sobre possíveis funções ansiolíticas desta substância, quando produzida dentro do cérebro humano. Há uma diversidade de pesquisas e investigações sobre o tema, entre os quais a de maior destaque foi desenvolvida pelo psiquiatra estadunidense Rick Strassman, pioneiro no estudo e testes clínicos com DMT em seres humanos, após mais de 20 anos de moratória científica sobre substâncias psicodélicas, entre elas o LSD - substância semi-sintetizada, mescalina - obtida do cacto peiote, e psilocibina - oriunda de algumas espécies de cogumelo, também da classe das triptaminas, com estrutura química muito próxima ao DMT.
É também um neurotransmissor que se encontra em todos os seres humanos, e tem um papel fundamental em todos os casos de estados de percepção incomuns. Este neurotransmissor encontra-se no cérebro, no sangue, nos pulmões e noutras partes do corpo humano. Existem alegações que apontam para a glândula pineal, localizada no centro do cérebro, como sendo a principal fonte do DMT humano. Para além de se encontrar nos seres humanos, o DMT também pode ser encontrado em todos os mamíferos e numa variedade de plantas.
Dennis McKenna levantou a hipótese de que a DMT é produzida não só pelo ser humano e por certas plantas, mas também em algum grau por inúmeros organismos em todos os reinos da Natureza, tendo neles uma função desconhecida. Rick Strassman especulou que a glândula pineal seja o seu produtor no corpo humano, e que a molécula tem participação na produção de sonhos, e que, no momento da morte, seja liberada em massa no organismo; contudo, não existem estudos clínicos que o comprovem de fato.

## Depressão
Há estudos para o uso da substância em terapias contra a depressão.